# Alex Spellman
Alex Spellman (* 6. November 1988 in Boone, North Carolina) ist ein US-amerikanischer Dartspieler.

## Karriere
Alex Spellman nimmt seit 2022 an internationalen Turnieren teil. In diesem Jahr gewann er die Washington Area Open im Finale gegen David Walsh sowie die White Mountain Shootout gegen Bruce Robbins der World Darts Federation. Zudem trat er auch vermehrt auf der CDC-Tour an, wo er beim CDC Continental Cup siegte und sich somit für das US Darts Masters 2023 qualifizierte. Dort unterlag er in der ersten Runde im Juni 2023 Luke Humphries mit 2:6. Zuvor im Jahr hatte Spellman an der European Q-School teilgenommen, konnte sich jedoch keine Tour Card erspielen. Als Nachrücker konnte er zudem an zwei Events der Players Championships 2023 teilnehmen, doch auch hier unterlag er beide Male in der ersten Runde.
Anfang Juli 2023 gewann Spellman die Charlotte Open, indem er sich im Finale gegen Dustin Holt mit 5:2 durchsetzte. Einen weiteren Titel fuhr er bei den Seacoast Open Mitte Oktober ein. Hier gewann er das Endspiel gegen Leonard Gates mit 5:2.
Durch drei Turniersiege auf der CDC Pro Tour konnte sich Spellman für die PDC World Darts Championship 2024 qualifizieren, wo er am 20. Dezember 2023 in der ersten Runde mit 1:3 in Sätzen gegen Ryan Joyce ausschied.
Anfang Januar wurde bekannt, dass Spellman erstmals für die PDC Qualifying School gemeldet ist. Er startete dabei in der UK Q-School in der First Stage. Bereits am zweiten Tag stand dabei fest, dass er über die Rangliste genug Punkte erspielt hatte, um an der Final Stage teilnehmen zu können. Mit sieben Siegen und einen Viertelfinaleinzug am letzten Tag erspielte er sich hierbei vier Punkte für die Rangliste. Das reichte jedoch nicht aus, um sich eine Tour Card zu erspielen.
Beim Virginia Beach Classic Ende März spielte sich Spellman ins Halbfinale. Mitte Oktober nahm Spellman am World Masters 2024 in Budapest teil. Er erreichte jedoch nur einen Sieg und schied somit in der Gruppenphase aus. Dafür errang er bei den Seacoast Open Ende November einen Titel, indem er mit 5:2 Jim Widmayer gewann.
Ende Februar stand Spellman beim Port City Open USA im Halbfinale. Den ersten Titel des Jahres erspielte sich Spellman Ende März beim Virginia Beach Classic. Nach einem 4:1 gegen Stowe Buntz gewann er das Finale mit 5:1 gegen David Fatum. Ende April ging es ebenfalls beim Tricoda Open ins Finale. Hier unterlag er mit 2:5 Leonard Gates. Kurz darauf siegte Spellman beim Cleveland Extravaganza dank eine 5:2-Finalerfolgs über Jason Brandon.
Anfang August gewann Spellman das USA Darts Classic. Mit 4:2 besiegte er Kevin Luke im Halbfinale, bevor er sich im Endspiel mit 5:2 gegen Gary Mawson durchsetzte. Beim DPFL Live Event eine Woche später schied Spellman im Halbfinale gegen Stowe Buntz aus.

## Titel

### WDF
- Silber-Turniere
  - Charlotte Open: (1) 2023
  - Cleveland Extravaganza: (1) 2025
  - Seacost Open: (2) 2023, 2024
  - USA Darts Classic: (1) 2025
  - Virginia Beach Classic: (1) 2025
- nicht gerankt
  - Cherry Bomb International: (1) 2024
  - Washington Area Open: (1) 2022
  - White Mountain Shootout: (1) 2022

## Weltmeisterschaftsresultate

### PDC
- 2024: 1. Runde (1:3-Niederlage gegen  Ryan Joyce)